# 岡村和佳菜
岡村 和佳菜（おかむら わかな）は、日本のアニメプロデューサー。

## 経歴
ディー・エル・イーを経て、TOHO animation設立時よりプロデューサーを務める。現在はSTORY inc.に所属。

## 作品一覧

### テレビアニメ
2012年
- PSYCHO-PASS サイコパス（プロデューサー）

2013年
- ファンタジスタドール（プロデューサー）
- メガネブ!（プロデューサー）

2014年
- ハイキュー!!（プロデューサー）

2015年
- 血界戦線（プロデューサー）
- ハイキュー!! セカンドシーズン（プロデューサー）

2016年
- 僕のヒーローアカデミア（プロデューサー）
- ハイキュー!! 烏野高校 VS 白鳥沢学園高校（プロデューサー）

2017年
- 僕のヒーローアカデミア（第2期）（プロデューサー）
- 血界戦線 & BEYOND（プロデューサー）

2018年
- 僕のヒーローアカデミア（第3期）（プロデューサー）
- 風が強く吹いている（プロデューサー）

2019年
- Dr.STONE（製作委員会）
- 僕のヒーローアカデミア（第4期）（プロデューサー）

2020年
- ハイキュー!! TO THE TOP（プロデューサー）

### アニメ映画
2013年
- 鷹の爪GO 〜美しきエリエール消臭プラス〜（プロデューサー）

2015年
- ハイキュー!! 終わりと始まり（プロデューサー）
- ハイキュー!! 勝者と敗者（プロデューサー）

2017年
- ハイキュー!! 才能とセンス（プロデューサー）
- ハイキュー!! コンセプトの戦い（プロデューサー）

2018年
- 僕のヒーローアカデミア THE MOVIE 〜2人の英雄〜（プロデューサー）

2019年
- 天気の子（プロデューサー）
- 僕のヒーローアカデミア THE MOVIE ヒーローズ:ライジング（プロデューサー）

2022年
- すずめの戸締まり（プロデューサー）

2024年
- きみの色（プロデューサー）

### 実写映画
2024年
- 四月になれば彼女は（プロデューサー）

### ミュージックビデオ
2019年
- Eve『僕らまだアンダーグラウンド』（プロデューサー）
- Eve『君に世界』（プロデューサー）
- Eve『レーゾンデートル』（プロデューサー）

2020年
- Eve『心予報』（プロデューサー）
- Pokémon Special Music Video「GOTCHA!」（プロデューサー）

2021年
- Eve×suis from ヨルシカ『平行線』（プロデューサー）

### 広告
2018年
- ロッテ×BUMP OF CHICKEN「ベイビーアイラブユーだぜ」（プロデューサー）

2021年
- 【グランサガ×RADWIMPS】スペシャルアニメ「摩訶不思議」（プロデューサー）